# 117657 Jamieelsila
117657 Jamieelsila è un asteroide della fascia principale. Scoperto nel 2005, presenta un'orbita caratterizzata da un semiasse maggiore pari a 2,3006492 UA e da un'eccentricità di 0,1919743, inclinata di 1,15185° rispetto all'eclittica.